# Криза на северу Косова и Метохије (2022—2025)
Почевши од 31. јула 2022. године дешава се заоштравање ситуације на северу Косова и Метохије услед одлуке Владе Републике Косово да укине лична документа и регистарске ознаке Србије на тој територији.

## Позадина
Дана 22. септембра 1991. године Албанци су прогласили квази државу Републику Косово, која је настојала да успостави паралелне политичке институције насупрот онима Аутономне Покрајине Косово и Метохија којима је управљала Република Србија. Народна Социјалистичка Република Албанија је 22. октобра 1991. признала Републику Косово и тима постала једина држава која је признала њену независност. Република Косово је укинута 1999. године по потписивању Кумановског споразума и усвајања Резолуције Савета безбедности ОУН 1244 и окончању рата на Косову и Метохији, након чега се повукла српска војска и полиција и успостављена је контрола УНМИК, као и КФОР вод вођством НАТО-а.
Године 2008. Албанци су једнострано прогласили независност Косова од Србије. Север Косова и Метохије, део који већински насељавају Срби, у великој мери се противи независности Косова, а пре Бриселског споразума из 2013. одбило је да прихвати и призна његову независност. Према Бриселском споразуму, Заједница српских општина требало је да буде формирана до 2016. године, али је Влада Републике Косово замрзнула тај договор 2015. године, а Уставни суд га прогласио неуставним.
Године 2011. закључен је споразум између Србије и привремених институција самоуправе о коришћењу неутралних докумената и регистарских таблица ознаке КС за грађане Косова и Метохије. Влада Републике Косово је 2021. једнострано укинула споразум и захтевала од свих грађана да пређу на њене сопствене регистарске таблице ознаке РКС, те усвоје личне документе које издаје Република Косово. Као рок је дала 1. август 2022. године, а након тога би српски држављани који улазе на територију Косова и Метохије добијали документа о улазу-излазу, док би сва српска документа била неважећа.

## Хронологија

### 2022.

#### Јул
Војска Србије је 31. јула стављена у стање приправности, а српски цивили на северу Косова и Метохије почели су да постављају барикаде. КФОР, предвођен НАТО-ом, послао је трупе да патролирају улицама. Истовремено, Косовске безбедносне снаге су затвориле административне прелазе са Србијом. Министар спољних послова Србије Никола Селаковић рекао је да Република Косово „припрема пакао [Србима] у наредним данима”. Члан Српске напредне странке Владимир Ђукановић изјавио је да ће Србија наводно бити принуђена да крене у „денацификацију Балкана” након једностраних акција Републике Косово. Према писању листа Данас, у северној Косовској Митровици и Зубином Потоку укључене су сирене за ваздушни напад.
Министарство одбране Србије саопштило је: „Поводом великог броја дезинформација које у етар намерно пласира приштинска администрација и које се шире путем лажних налога на друштвеним мрежама и појединих интернет сајтова, а у којима се наводи како је тобоже дошло до некаквих сукоба Војске Србије и такозване косовске полиције, Министарство одбране саопштава да Војска Србије за сада није прелазила административну линију и није ни на који начин улазила на територију Косова и Метохије.” Председник Србије Александар Вучић изјавио је да Србија „никада није била у комплекснијој и тежој ситуацији (на Косову и Метохији) него што је данас”.
Према незваничним подацима, пуцано је из аутоматског оружја у близини Новог Пазара. Србија је објавила рањавање човека на прелазу Јариње, али је Република Косово демантовала ову информацију.

#### Август
Влада Републике Косово је 1. августа, после преговора са представницима САД и ЕУ, привремено одложила забрану српских докумената до 1. септембра. Полиција Косова је 6. августа саопштила да је нападнута једна од њихових патрола у близини административне линије.
Високи представник Европске уније за спољне послове Жозеп Борељ је 18. августа саопштио да су преговори између Србије и Републике Косово уз посредовање ЕУ пропали. Усред растућих тензија, НАТО је распоредио додатне снаге КФОР-а на северу Косова и Метохије.
Председник Србије Александар Вучић је 21. августа обећао да ће Србија бранити Србе на Косово и Метохији уколико КФОР то не учини. Генерални секретар НАТО-а Јенс Столтенберг је изјавио да је НАТО „спреман да интервенише” уколико се ситуација на Косову и Метохији погорша.
На интернету су се појавили различити видео-снимци који приказују пребацивање војне опреме и возила Србије на административну линију након појачаних тензија.
Дијалог између Србије и Републике Косово, уз посредовање ЕУ, 27. августа решио је спор у вези са личним документима. Србија је пристала да укине документе за улазак и излазак за носиоце личних докумената Републике Косово, док се Република Косово обавезала да ће се уздржати од спровођења претходно најављених мера за носиоце српске личне карте. Председник Србије Александар Вучић изјавио је да је питање личних докумената „мали проблем”, те да је питање регистарских таблица „много компликованије”.

#### Октобар
Влада Републике Косово, под притиском САД и ЕУ, поново је пристала да одложи замену регистарских таблица са 1. септембра на 31. октобар. Званичници Републике Косово игнорисали су даље позиве западних земаља на десетомесечно одлагање примене ових мера.
Лидер Срба на Косову и Метохији Горан Ракић је 27. октобра, у одговору на ту најаву, изјавио: „уколико Косовске безбедносне снаге, специјалне јединице полиције и било ко други крене да одузима нашу имовину, а наша имовину су управо и те таблице и та возила, искористићемо сва средства и демократским, мирним путем пружити отпор и биће то отпор народа”.
Председник Србије Александар Вучић рекао је да су „тешка времена пред нашим народом” на питање шта ће бити по истеку рока 1. новембра.

#### Новембар
Министарство одбране Србије је почетком новембра саопштило да је неколико дронова ушло у ваздушни простор Србије са простора Косова и Метохије. Министар одбране Милош Вучевић рекао је да је председник Александар Вучић, који је и врховни командант Војске Србије, издао наређење да се „елиминишу” све беспилотне летелице које уђу у ваздушни простор Србије, те да се Војска стави у стање приправности.
Дана 2. новембра по подне оборен је дрон изнад касарне Војске Србије у граду Рашки. Министарство одбране Србије тада је објавило: „Јединице Војске Србије су данас у поподневним часовима, након правовременог откривања и праћења, неутралисале комерцијални дрон који се кретао из правца Копаоника ка Рашки. Дрон је оборен применом мера електронског ометања, у непосредној близини војних објеката у гарнизону Рашка.”
Српски политички представници најавили су 5. новембра повлачење свих Срба из владиних институција Косова, укључујући општинске управе, судове, органе за спровођење закона и косовски парламент у знак протеста због недавних мера. Припадници Полиције Косова српског порекла су накнадно преношени на телевизији како подносе оставке, док је неколико хиљада српских демонстраната у северној Косовској Митровици захтевало формирање Заједнице српских општина и хитно поништење нове политике дозвола.
Министар спољних послова Србије Ивица Дачић изјавио је 6. новембра да је одбијен предлог Француске и Немачке којим се Србији нуди бржи пут ка чланству у ЕУ у замену за чланство Републике Косово у Уједињеним нацијама, уз образложење да „полази од преседана да је независност Косова већ готов закључак” и да „Србија то не може да прихвати”.
Председник Републике Српске Милорад Додик изјавио је да је босанскохерцеговачки ентитет Република Српска „спреман да помогне српском народу на Косову, чак и преко својих могућности”.
Председник Владе Републике Косово Аљбин Курти оптужио је Србију за „саботажу” и позвао Србе да „не бојкотују или напуштају косовске институције”.

#### Децембар
Дана 7. децембра, два џипа КФОР-а ушла су у двориште обданишта „Наша радост” у Лепосавићу. Запослени који су их приметили изашли су на главни улаз вртића, али припадници Кфора, који су након уласка у двориште изашли из џипова, нису желели да комуницирају са њима. Како су запослени вртића рекли, то се догодило у тренутку када су деца спавала. Регионалне команде Исток из САД извршили су оперативну безбедносну дужност и својим возилима случајно ушли на паркинг обданишта у Лепосавићу. Сутрадан, 8. децембра у дворишту истог обданишта су се појавила оклопна возила специјалних јединица приштинске РОСУ полиције.
Председница Владе Србије Ана Брнабић изјавила је 9. децембра да је Србија близу распоређивања својих трупа на северу Косова и Метохије након што је тврдила да су животи српске мањине тамо „угрожени” и да КФОР, предвођен НАТО-ом, „не успева да их заштити”. Истог дана, Срби су блокирали путеве, а пријављена је и пуцњава.
Дана 10. децембра, Срби су наставили да блокирају путеве на северу Косова и Метохије, укључујући два гранична прелаза користећи грађевинску опрему, пољопривредна возила и возила хитне помоћи и камионе које је донирала Европска унија. Те ноћи, патролно возило ЕУЛЕКС-а нападнуто је шок гранатом у близини места Рударе. Жозеп Борељ је осудио напад наводећи да „ЕУ неће толерисати нападе на ЕУЛЕКС или употребу насилних, кривичних дела на северу” и захтевао да се уклоне барикаде. НАТО је такође осудио напад. Напад је уследио након ранијег напада на патролно возило Полиције Косова 8. децембра у коме је повређен један полицајац. Истог дана припадници Полиције Косова ухапсили су на административном прелазу Јариње Дејана Пантића, бившег припадника ове полиције који је 5. новембра заједно са колегама напустио ову институцију, а који је до тада био ангажован у станици у Косовској Митровици.
Председник Српске листе Горан Ракић саопштио је 11. децембра да на „основу информација које имају, Аљбин Курти ће вечерас на север Косова послати до зуба наоружане РОСУ и остале јединице да прогони српски народ и спроводи Олују”. Ракић је позвао КФОР да спречи упад РОСУ на север Косова и Метохије, подсећајући да је њихово присуство на овим просторима противно свим споразумима на снази. Амбасаде САД и Уједињеног Краљевства су исти дан позвали да се одмах уклоне блокаде путева на северу. Срби су у ноћи између 11. и 12. децембра и даље остали на барикадама у Рудару на северу Косова, а ситуација је била мирна. Председник Српске листе Горан Ракић саопштио је да је, због комплексности ситуације на КиМ, формиран Кризни штаб који ће редовно извештавати о ситуацији на терену.
Дана 12. децембра, министар одбране Милош Вучевић изјавио је да је Србија спремна да пошаље војнике на КиМ, али да је пре свега посвећена миру и дијалогу и да ће покушати све да уради да се тражи политички договор. Он је нагласио да Србија има право да тражи активирање те клаузуле и да тражи повратак својих снага. Ухапшеном Дејану Пантићу из Северне Митровице Специјално тужилаштво Основног суда у Приштини одредило је меру притвора од 30 дана, у периоду од 10. децембра до 9. јануара 2023. године. Неколико стотина људи окупило се 12. децембра у Београду, испред храма Светог Саве, на протесту „подршке Србима“ на Косову. Протест је најављен на друштвеној мрежи Телеграм, групама десничарских организација у Србији.

#### Заузимање српских институција
Дана 14. децембра, уз присуство бројних припадника тзв. Косовске полиције у згради општине у Северној Митровици одржана је седница скупштине на којој су новоименовани одборници положили заклетве, а за председника је изабран Неџат Угљанин. Тиме је фактички општина Северна Митровица припала Албанцима, односно, они су преузели управљање општином након што су представници Српске листе, по налогу власти напустили институције, а потом ЦИК донео одлуку да Албанце именује за одборнике.
Канцеларија за Косово и Метохију саопштила је да су Албанци правним насиљем и једностраним потезима заузели одборничка места која припадају Србима у српској општини Косовска Митровица иако за њих нико није гласао и немају никакву већину, ни подршку српског народа. Потпредседник Српске листе Игор Симић после седнице Кризног штаба на којој је разматрана тренутна ситуација у покрајини је поручио да би се сачувао мир, потребно је да се специјалци тзв. косовске полиције неодложно повуку са севера Косова и Метохије.
У општини Зубин Поток у месту Зупче је око 18.30 сати са два камиона блокиран је пут, чиме је број барикада путу Јужна Митровица-Рибариће порастао на три пошто су барикаде раније постављене у селу Вараге и код Газивода. На северу Косова и Метохије ноћ између 14. и 15. децембра је протекла мирно, али је и даље напето. Срби који протестују због хапшења бившег полицајца Дејана Пантића и даље су остали на барикадама. Увече 15. децембра, ухапшен је још један Србин из северног дела Косовске Митровице Слађан Трајковић. Слађан Трајковић, бивши припадник тзв. косовске полиције, ухапшен је у четвртак послеподне, потврдила је супруга ухапшеног. Дана 16. децембра на барикади у месту Зупче су Срби из општине Зубин Поток. И овог дана су се окупили да би исказали протест због једностраних одлука приштинских власти.
Још један Србин, некадашњи полицајац Зоран Михајловић, ухапшен је данас у Северној Митровици, сазнаје Косово онлајн. Око 150 становника, међу којима има деце, старих и болесних, остали су без струје у селима Јабука, Превлак, Црепуља, Дрен, Загуљ. Без напона је и репетитор МТС-а на Курилову чиме су грађанима онемогућене телекомуникационе услуге, саопштио је Бобан Новаковић, члан српског Кризног штаба на КиМ. На састанку начелника школске управе Ивана Запорошца, са директорима основних и средњих школа са простора севера Косова, а на препоруку Кризног штаба, донета је одлука да се упути захтев локалним самоуправама да се од понедељка настави настава за ученике основних школа, а за ученике средњих школа онлајн настава, саопштио је Кризни штаб.

##### Одлука о слању српских снага на КиМ
Председник Србије Александар Вучић саопштио је 15. децембра увече да је Влада Србије донела одлуку да се Кфору упути захтев Београда, у складу са Резолуцијом 1244 Савета безбедности УН, за повратак српске војске и полиције на Косову и Метохију и то од неколико стотина до 1.000 припадника. Следећег дана, на административном прелазу Мердаре Кфору је предат захтев Владе Србије за враћање стотину до хиљаду припадника српских снага безбедности по Резолуцији 1244 на територију КиМ. Кфор је саопштио да је примио захтев Владе Србије за повратак српских снага на Косово и Метохију, наводећи да га тренутно разматра. Министар спољних послова Ивица Дачић је 17. децембра изјавио да "до овог тренутка није упознат да смо добили одговор од КФОР-а".

##### Протести на Јарињу 18. децембра
Стотинак окупљених Срба на граничном прелазу Јариње између Србије и Косова пробио је 18. децембра око 14:10 сати први кордон полиције Косова који се налазио на неколико стотина метара од прелаза. Њима се испред самог граничног прелаза испречио нови кордон полиције у опреми за разбијање демонстрација са штитовима и шљемовима. Ту је опет дошло до кошкања с полицијом, која је користила и пендреке у неколико наврата, али се ситуација убрзо смирила, а најмање једна особа је приведена. Кфор је појачао присуство.

##### Наставак протеста и уклањање барикада
Косовски Срби су 22. децембра организовали масовни протест код Звечана. Ракић је на протесту захтевао од владе Косова да „ослободи све ухапшене Србе и да повуче Косовску полицију са севера Косова“. Пуцњава се догодила 25. децембра у Зубином Потоку након што је косовска полиција наводно покушала да уклони барикаде са оближњег пута; Косовска полиција је то демантовала, међутим КФОР је потврдио да је дошло до пуцњаве у близини њихових патрола. Убрзо потом формирано је више барикада код Северне Митровице и граничног прелаза Мердаре, а Милош Вучевић, министар одбране Србије, саопштио је да су снаге Војске Србије стављене „у највиши степен приправности“, а наређење је стигло од Вучића.
Због барикада, Влада Косова је 28. децембра затворила гранични прелаз Мердаре. Дан касније, косовски Срби су пристали да почну са демонтажом барикада након договора који је постигнут дан раније; оне су уклоњене до 30. децембра. Каролин Зиаде, шеф УНМИК-а, поздравила је ову одлуку, а укинута је и „повећана борбена готовост“ снага Војске Србије. Поново су отворени и административни прелази.

### 2023.

#### Јануар
Дана 8. јануара, објављено је да је КФОР одбио захтев Србије да распореди до 1.000 српских војних и полицијских снага на Косову. Курти и Османи су се 11. јануара састали са Дереком Шолеом, саветником Стејт департмента Сједињених Држава, а два дана касније Шоле се састао са Вучићем. Шоле је навео да "Србија и Косово треба да нормализују односе" и да ће "на крају Србија морати да призна део суверенитета Косова", док би "Косово требало да етничким Србима дâ више аутономије". После консултација 20. јануара, Лајчак, Ескобар, Плотнер, Бон и Франческо Тало, дипломатски саветник премијера Италије Ђорђа Мелони, изразили су подршку „француско-немачком предлогу“, док је Лајчак прокоментарисао да је „формирање Заједница српских општина кључно“.
Косовска полиција је 23. јануара пуцала на аутомобил на аутопуту Митровица-Лепосавић, ранивши једног Србина; Косовска полиција је тврдила да је аутомобил претходно „ударио у полицијски аутомобил, доводећи живот полицајца у директну опасност“.

#### Фебруар
После преговора са Лајчаком 6. фебруара, Курти је најавио да ће прихватити француско-немачки предлог, наводећи да би „то била добра основа за даље преговоре“. Уз то, Курти је навео да ће „формирање Заједнице српских општина бити могуће тек након међусобног признања од стране Србије“.

#### Април
Дана 10. априла, један српски цивил је упуцан и рањен док се возио у близини контролног пункта Косовске полиције. Полиција је првобитно негирала да се пуцњава догодила, али неколико сати касније, четири полицајца су ухапшена и одређен им је притвор од 48 сати — један због отварања ватре и тројица због непријављивања инцидента. У знак протеста због недавних догађаја, српско становништво на северу Косова бојкотовало је локалне изборе 23. априла 2023, који су првобитно требало да се одрже прошлог децембра, али су одложени. Косовски изборни званичници поставили су контејнере за транспорт поред путева и користили их као импровизована бирачка места која су чували тешко наоружани припадници Косовске полиције. Од 45.000 бирача са правом гласа дато је само 1.567 гласачких листића, што представља излазност од 3,47 одсто – најнижу у историји Косова. Упркос малом одзиву, амерички званичници су најавили да ће признати резултате. Као резултат бојкота, у све четири општине изабрани су градоначелници етнички Албанци. Партија Самоопредељење премијера Косова Аљбина Куртија победила је у тркама за градоначелнике Северне Митровице и Лепосавића, док су кандидати опозиционе Демократске партије Косова проглашени за победнике у Звечану и Зубином Потоку.

#### Мај
Дана 19. маја, Љуљзим Хетеми из покрета Самоопредељење премијера Аљбина Куртија, као и Ерден Атић, новоизабрани председник Општине Северне Митровице, положили су заклетву. Измир Зећири и Илир Пеци из Демократске партије Косова су 25. маја положили заклетву и преузели дужности председника у општинама Зубин Поток и Звечан, као први председници албанске националности од формирања локалних структура власти у овим срединама под окриљем владе у Приштини. Измир Зећири је заклетву положио у селу Чабра, насељеном искључиво Албанцима, десетак километара од Зубиног Потока, где је иначе седиште локалне администрације. Следећег дана 26. маја дошло је до великих сукоба између Косовске полиције и Срба са Севера Косова када су у Зубином Потоку специјалци припадника РОСУ извршили око подне препад на зграду Општине у којој је и Привремени општински орган Владе Србије на ком су "истакли заставу плаво-жуте боје која симболизује државност на Косову". У Лепосавићу се након сирена на главном тргу испред Општине окупио већи број грађана који су на најаву доласка специјалних снага камионима блокирали саобраћај у главној улици са обе стране прилаза згради Општине. Косовска полиција саопштила је да "помаже новоизабраним градоначелницима да остваре право на рад у званичним општинским зградама". У саопштењу полиције наводи се да "у складу са законским и уставним овлашћењима, полиција предузима мере обезбеђења, одржавања реда и јавне безбедности". На факултетима и у школама у Косовској Митровици је прекинута настава. Дописник РТС-а је јавио да је дошло до сукоба између окупљених и полиције у Звечану, а да су се чули и рафали. Наводи се да је запаљено полицијско возило, као и да су бачене шок-бомбе. Председник и врховни командант Александар Вучић потписао је наредбу о подизању борбене готовости јединица Војске Србије на највиши ниво, и наредио им хитан покрет у правцу административне линије са Косовом и Метохијом. У болници у Косовској Митровици потврђено је да је око десет људи повређено у сукобу специјалних снага полиције и окупљених грађана. У овом тренутку ситуација се мало смирила, али је јако напето и прети да ескалира. У зграду локалне самоуправе у Зубином Потоку полиција је обезбедила улазак новог председника општине Измира Зећирија. Пре тога полиција је сузавцем растерала окупљене грађане. Део полицајаца у оклопним возилима је напустио подручје око општине око 15 сати, а они који су остали и даље контролишу тај простор. Полиција је ставила зграду општине под контролу, али не дозвољава прилаз. У зграду локалне самоуправе у Звечану ушао је и након задржавања од десетак минута изашао приштински министар за локалну самоуправу Ељбер Краснићи у пратњи полиције. После упада у зграде општина у Звечану и Зубином Потоку, припадници косовске полиције насилно су упали и у зграду општине у Лепосавићу, а сузавцем и шок бомбама растеривали су окупљене грађане и удаљавали их од зграде општине док је читав центар Лепосавића у диму од сузавца. У Лепосавићу је на згради општине постављена косовска застава. Полиција је блиндираним аутомобилима блокирала прилазе згради општине, а грађани су растерани по околним улицама. У сукобима косовске полиције и грађана на северу Косова и Метохије повређено је неколико десетина људи. Они су амбулантно збринути и нико није задржан на болничком лечењу.
Председник и врховни командант Александар Вучић потписао је наредбу о подизању борбене готовости јединица Војске Србије на највиши ниво, и наредио им хитан покрет у правцу административне линије са Косовом и Метохијом. Министар одбране Милош Вучевић рекао је, поводом подизања борбене готовости Војске Србије, да се ВС размешта на позицијама ка административној линији.
Дана 29. маја, Косовска полиција је специјалне снаге распоредила од раног јутра на свим већим раскрсницама на северу КиМ. Школе нису радиле, а службеници локалних самоуправа су се спремали на посао, иако није било јасно да ли ће моћи да уђу у зграде. Косовска полиција и КФОР блокирали су улазе у зграде општина Звечан, Лепосавић и Зубин Поток. Запослени у локалној самоуправи у Звечану пробили су први кордон Кфорових војника, нико их није заустављао. Дошли су до зграде општине, покушали да уђу, али полиција их је зауставила на самом улазу и у више покушаја да се пробију унутар зграде полиција је искористила сузавац. Окупљени су око зграде општине, у непосредној близини, а полиција је на самом улазу успоставила кордон од специјалних припадника опремљених опремом за разбијање демонстрација. Представник Српске листе Драгиша Миловић за медије је рекао да траже да се дуге цеви и оклопни транспортери уклоне, да се радницима омогући право на рад у згради коју су Срби градили пре 50 година, као и да се поручи  представницима међународне заједнице – Еулексу, Кфору, Унмику да заштити српски народ. Међународну заједницу је упитао и како реагују на то што су Албанци скинули не само српску, већ и заставу Унмика, иако Приштина тражи чланство у УН. Окупљени Срби испред општинске зграде у Звечану исписали су на једном оклопном  возилу четири С, а на другом поставили српску тробојку. Два захтева Срба са севера КиМ пренета су Кфору и представницима власти у Приштини – да нови албански градоначелници не улазе у зграде општина и да се специјалне јединице косовске полиције одмах повуку. Очекује се од КФОР-а да захтеве Срба преда представницима полиције и власти у Приштини. Лидер Српске листе Горан Ракић рекао је представнику КФОР-а да је зграда општине сервис грађана, а не полицијска станица. Мисија Кфора саопштила је да је повећала своје присуство у четири општине на северу Косова, након најновијих дешавања и позвала "све стране да се уздрже од радњи које би могле да подстакну тензије или изазову ескалацију". Један представник Кфора разговарао је са представницима Српске листе у Звечану и затражио да се грађани који су окупљени испред општине разиђу. Он је упозорио да ће, у супротном, КФОР предузети акцију како би уклонио грађане. Председник Српске листе Горан Ракић одговорио је да се испред општине у Звечану налази ненаоружан народ и да ће им се ускоро придружити жене и деца. Кфор је потом позвао медије који извештавају на албанском језику да уђу у зграду општине, где им је полиција рекла да је то због њихове безбедности. Новинари који извештавају на српском језику и остали су напољу, испред зграде општине, као и један део новинара који извештавају на албанском, који нису ушли у зграду општине. Бивши градоначелник општине Звечан Драгиша Миловић пренео је окупљеним грађанима да ће командант Кфора задужен за север КиМ ускоро доћи да преговара са Србима и замолио их да покажу јединство и мир. Миловић је рекао да је представник америчког Кфора, са којим је претходно разговарао, рекао да грађани "сачекају око сат времена" и да ће доћи командант Кфора задужен за север да преговара са Србима. Испред зграде општине, окупљени су певали "Изађи мала", "Србија, Србија" и "Тамо далеко". Окупљени Срби су тражили да се сви припадници специјалне полиције повуку са севера КиМ и да албански градоначелници не улазе у општине. Захтев Кфора је да се пропусте два возила специјалне полиције која се налазе у окружењу грађана. Потпредседник Српске листе Игор Симић рекао је да су разговарали са пуковником Кфора Небисом, који је преузео команду у Звечану. Замолио је новинаре да у свет пошаљу слику протеста која показује да је реч о мирном протесту. Јаке снаге Кфора кренуле су око 16:30 сати у разбијање скупа грађана окупљених испред општине Звечан. Користили су сузавац, шок-бомбе и осталу опрему за разбијање демонстрација. Уследила је реакција окупљених који су узвратили каменицама, флашама и другим предметима који су им се нашли при руци. Кфор је извео акцију како би померили два блиндирана полицијска возила са специјалцима који су били опкољени грађанима. Сукоб се прелио у остале делове града. Извештач Танјуга је повређен када му је шок-бомба пала под ноге и није му пружена помоћ.  много повређених са обе стране, а чули су се пуцњи и спорадичне детонације. Повређенима је помоћ пружена у Дому здравља у Звечану, а они са тежим повредама превезени су у болницу у Косовској Митровици. Хеликоптер Кфора надлетао то подручје. У Лепосавићу и Зубином Потоку није било тензија, а грађани су се разишли и најавили ново окупљање за сутра. Улаз у зграду општине Звечан су обезбеђивали пољски војници Кфора. Двојица Срба рањена су из ватреног оружја током сукоба у Звечану. У Звечану је повређено најмање 50 људи, а један од повређених је у критичном стању, док су две особе теже повређене. Међу повређенима је и бивши председник Општине Звечан Драгиша Миловић, који има повреде грудног коша. У клиничко-болнички центар у Косовској Митровици примљене су 53 особе повређене током данашње акције растеривања Срба у Звечану. Министар спољних послова Италије Антонио Тајани саопштио је да је данас на Косову повређено 11 италијанских војника из састава Кфора, од којих троје теже, али да нису животно угрожени. Око 25 рањених из мултинационалног контингента Кфора током обуздавања демонстраната који су протестовали у Општини Звечан, саопштено је из Кфора. Бивши председник Општине Звечан Драгиша Миловић рекао је да су седели мирно и да је био окренут леђима када су кренули да их туку цокулама и штитовима, бачени су сузавац и шок-бомбе. Истакао је да су целог дана причали да желе да нађу компромис, али нажалост, као да је неко желео да изазове ово што се десило. На северу Косова и Метохије ноћ је протекла мирно.
Сутрадан 30. маја, снаге Кфора са опремом са разбијање демонстрација поставили су нови кордон недалеко од заштитне ограде испред зграде локалне самоуправе у Звечану. Од четворице ухапшених Срба, двојица су и даље задржана у полицији и пребачени су у јужни део Митровице. У згради су и даље припадници тзв. косовске полиције. Војници КФОР-а са опремом са разбијање демонстрација поставили су нови кордон неколико стотина метара удаљен од зграде локалне самоуправе у Звечану, много дубље у улици која води према објекту општине у односу на јуче када су му били много ближе. У кордону је било 20 полицајаца са штитовима. Затворени су и остали прилази згради локалне самоуправе. У међувремену, кренуло је и окупљање службеника локалне самоуправе који су пошли на посао у своје канцеларије. Директор Канцеларије за КиМ Петар Петковић рекао је за РТС да Аљбин Курти покушава да изазове рат јер је то једини начин да избегне своје обавезе преузете потписивањем Бриселског споразума, односно формирање Заједнице српских општина. Припадници КФОР-а донели су бодљикаву жицу испред зграде општине у Звечану, али још нису почели да је постављају. Срђан Милосављевић, бивши председник Скупштине Општине Звечан изјавио је да је био миран протест. Као одговор на немире и рањавање припадника Кфора, НАТО је одредио распоређивање Оперативних резервних снага (ОРФ) за Западни Балкан, саопштено је из Здружене команде НАТО-а у Напуљу. Начелник Генералштаба Војске Србије генерал Милан Мојсиловић обишао је са најближим сарадницима део снага Војске Србије које су превентивно размештене, после одлуке председника Републике да се степен борбене готовости подигне на највиши ниво. Генерал Мојсиловић је током обиласка сагледао размештај јединица и организацију живота и рада на матичним и издвојеним локацијама и уверио се да су припадници Војске Србије спремни, мотивисани и потпуно обучени да брзо и одлучно изврше све задатке који се пред њих поставе.

#### Јун
Косовска полиција је 13. јуна ушла у Звечан и ухапсила локалног српског лидера Милуна Миленковића – оптужујући га за организовање српских протеста – што је довело до нереда у којима су повређена три полицајца. Следећег дана, српска полиција је ухапсила тројицу косовских полицајаца, тврдећи да су прешли у централну Србију, Косово је негирало оптужбе, уместо тога оптужујући српску полицију да је ушла на Косово и киднаповала полицајце. Због тога је Косово објавило забрану уласка возила са српским таблицама и робом. Упркос забрани, саопштено је да је српским возилима и даље дозвољен улазак након што су прошли кроз пооштрене граничне контроле, што је и сам Курти признао на конференцији за новинаре 15. јуна. Србија је 26. јуна ослободила тројицу полицајаца и пустила их назад на Косово.
Косово је 29. јуна прогласило две српске групе – Северну бригаду и Цивилну одбрану – терористичким организацијама, иако је Српска листа негирала постојање и једне и друге. Сједињене Државе и ЕУ осудиле су једнострану природу косовске одлуке.

#### Јул
Косово је 11. јула најавило смањење за једну четвртину специјалне полиције испред зграда општина на северу, као и нове изборе за градоначелника на северу Косова.
Болница у Северној Митровици је 31. јула саопштила да се суочавају са несташицом хране и санитетског материјала због затварања граничних прелаза са Србијом, која је била њихов главни снабдевач, уз даље упозорење да би ускоро могли да се суоче са хуманитарном катастрофом.

#### Септембар
У раним јутарњим сатима 24. септембра 2023. године у селу Бањска код Звечана догодио се оружани сукоб између локалних Срба и Полиције Косова. Групу организованих Срба је предводио потпредседник Српске листе Милан Радоичић. Групу је чинило око 30 особа, а Полицију Косова 460 специјалаца. У сукобу су смртно страдала тројица припадника побуњене групе, Бојан Мијаиловић из Лепосавића, Игор Миленковић из Лепосавића и Стефан Недељковић из Звечана. Са друге стране смртно је страдао Африм Буњаку из села Самодрежа код Вучитрна, припадник косовске полиције који је имао чин наредника. Обе стране су имале рањене, док је ухапшено неколико људи од којих су неки припадници побуњене групе. Након вишесатног сукоба, већина припадника побуњене групе се повукла из села Бањске преко административне линије на територију централне Србије.
Село Бањска је 27. септембра након три дана блокаде од стране косовске полиције одблокирано.
Савет НАТО-а је 28. септембра одобрио додатно повећање снаге КФОР-а. По захтеву врховног команданта савезничких снага за Европу, америчког генерала Криса Каволија, и на основу одобрења Северноатлантског савета, Уједињено Краљевство је распоредило око 200 војника из 1. батаљона Краљевског пука „Принцеза од Велса“ на Косову и Метохији. Они су се придружили британском контингенту од 400 војника који је већ био стациониран на Косову и Метохији у склопу годишње вежбе.
У јутарњим сатима, специјалне јединице косовске полиције су 29. септембра извршиле упад и претрес на више локација у северном делу Косовске Митровице, Зубином Потоку и Звечану. Акција је извршена на имовини која се доводи у везу са Миланом Радоичићем и Владимиром Радивојевићем као и у Клиничко болничком центру Косовска Митровица. Део имовине Милана Радоичића је заплењен.
На одржаној конференцији за новинаре у Медија центру у Београду 29. септембра, опуномоћени адвокат Горан Петронијевић обратио се у име Милана Радоичића и прочитао његово писмо у коме се наводи да је оружана побуна последица вишегодишњег притиска на Србе на Косову и Метохији и да је намера дизања побуне охрабривање српског народа у пружању отпора. Наведено је да власти Републике Србије нису биле обавештене о оружаној побуни као и руководство Српске Листе. Милан Радоичић је поднео оставку на место потпредседника Српске листе.
Косовска полиција је ухапсила Србина са оптужбом да је починио ратни злочин 1998. године у Призрену.
Након вишедневних позива од стране САД-а, Уједињеног Краљевства и ЕУ да се Војска Србије повуче са административне линије и престане гомилање војних снага, 30. септембра председник Републике Србије Александар Вучић саопштио је да Војска Србије неће ући на територију Косова и Метохије и да ће се повући део безбедносних снага из Копнене зоне безбедности.

#### Октобар
Дана 2. октобар 2023. Директор Канцеларије за Косово и Метохију Владе Републике Србије, Петар Петковић, изјавио је данас да тзв. косовска полиција спречава истражитеље Еулекса да учествују у истрази случаја у Бањској. Он је изразио став да ова полиција није желела да омогући откривање околности у којима су два Србина, Бојан Мијаиловић и Игор Миленковић, били хладнокрвно убијени.
На конференцији за новинаре, Петковић је саопштио да су патолози из Србије, на основу фотографије убијеног Бојана Мијаиловића, утврдили да је улазна рана настала у пределу левог капка, а излазна на десној страни главе, што наговештава да је био убијен док је лежао на леђима.
Истакавши да је питање обдукције од кључног значаја, Петковић је упутио коментар на нелогичности у изјавама Аљбина Куртија. Подсетио је на различите верзије броја људи у Бањској и противречне тврдње о томе како је полицајац настрадао – од унакрсне ватре до експлозива.
Петковић је закључио да бројне нелогичности у указивањима Приштине указују на могућност фабриковања информација и због тога је јасно зашто Еулексу није дозвољено да присуствује истрази.
Канцеларија за KиМ Републике Србије 10. октобар 2023. обавестила је да је Томица Б. (52) из Прилужја, без образложења, ухапшен на Мердару од стране припадника тзв. косовске полиције. Томица, који је са супругом путовао из Kрушевца, где ионако често борави, такође он је отац троје деце, а до сада је без проблема прелазио административну линију. Канцеларија је ангажовала адвоката за пружање правне помоћи и заштите у прегледању свих детаља његовог привођења.
На Косово и Метохију је 19. октобра допутовало двеста војника Првог батаљона Краљевског пука принцезе од Велса, који су се придружили 400 британских војника већ стационираних на том подручју. Мисија Кфора је саопштила да је ово увећање контингента на КиМ наставак напора да се уједначи присуство Кфора на северу и да се подигне ниво патролирања дуж административне линије, посебно у светлу "сукоба у Бањској и повећања тензија у региону". Одлука о размештању војних снага је донета на захтев врховног команданта НАТО-а за Европу и одобрена од стране савезника у Северноатлантском савету, с циљем обезбеђења да Кфор буде оснажен да испуни свој мандат Уједињених нација у одржавању безбедног окружења и слободе кретања за све људе на КиМ.

#### Новембар
Влада Републике Србије обавестила је јавност да је синоћ око 21 час каменована српска школа у Косовској Каменици. Унутар те зграде функционишу три образовне институције – Основна школа „Десанка Максимовић“, средња Техничка школа и Гимназија. На срећу, у моменту инцидента није било ученика у школи, међутим, овај напад, као и многи претходни, изазвао је узнемирење родитеља и њихове деце. Према изјавама очевидаца, школе су биле мета камењања од стране албанских младића који су претходне ноћи закачили на ограду школе заставе са неодговарајућим садржајем. Догађај се одиграо 1. новембра 2023. године.
У четвртак, 9. новембра, јављено је да су у претходна два дана две српске куће у селу Милошево, општина Обилић, биле мета пљачке.
Прве процене указују на крађу пољопривредне механизације, а ствари у кућама су биле претресане, тако да ће конкретни обим штете бити утврђен у наредном периоду.
Село је већином етнички очишћено од Срба, иако се неколико српских породица и даље налази тамо. Ови догађаји додатно угрожавају безбедност и имовину остављених Срба, обзиром да су њихови домови већ били мета албанских екстремиста.С обзиром да је пољопривреда основни извор преживљавања за ове породице, јасно је да је намера изгредника била да лиши преостале Србе услова за живот и да их трајно протера из њихових домова.
Привремени премијер Приштинских институција, Аљбин Курти, изразио је очекивање да ће у наредној години на Косову и Метохији бити размештено 600 војника и 500 полицајаца. Саопштено је из Канцеларије за Косово и Метохију Владе Србије да ова најава представља најотворенију претњу српском народу на том подручју.
Курти је изјавио да су прошле шест недеља од убилачког напада на наредника Африма Буњаку и најавио долазак додатних снага у 2024. години ради "спровођења закона и уставности, одбране и безбедности".
Канцеларија за Косово и Метохију објавила је да је током викенда дошло до паљења српске тробојке на споменику посвећеном убијеним и киднапованим Србима са територије општине Ораховац, који су били жртве мучких напада од стране албанских екстремиста. Овај споменик, постављен на улазу у Велику Хочу, сећа на 84 невино страдала Срба током 1998. и 1999. године.
Паљење српске тробојке и оскрнављивање споменика је безумни акт албанских екстремиста који годинама уништавају све српско, с циљем да обесхрабре Србе и сломе дух српског народа који истрајава у одбрани својих идентитета. Датум овог инцидента је 13. новембар. Канцеларија за Косово и Метохију, заједно са својим теренским представницима, ће поново поставити тробојку, као што је то учинила и до сада, враћајући и обнављајући оно што су екстремисти палили и разарали.

#### Децембар
У суботу 9. децембра на амбуланти у мултиетничком насељу Суви До код Косовске Митровице разбијена су стакла, а метална врата са шипкама, која су служила као обезбеђење те здравствене установе, ишчупана, известила је Канцеларија за Косово и Метохију.
Канцеларија за КиМ истиче да је овај најновији напад само продужетак таласа етничких инцидената на Косову и Метохији где је све српско на мети. Медицинска сестра је приметила последице овог напада када је стигла на дужност у амбуланту.У саопштењу се такође наглашава да је амбуланта у Сувом Долу већ више пута била мета екстремистичких напада и да, иако обезбеђује медицинску помоћ свим грађанима, и Србима и Албанцима, напади на њу укидују на осећање безбедности.
Знак "УЧК", који је симбол бивше албанске Ослободилачке војске Косова (ОВК), сада је постављен на узвишењу Црнуша изнад Косовске Митровице.
Велики црвени знак је истакнут на брду које су локалне власти у јужном делу Косовске Митровице, насељеном Албанцима, одредиле за изградњу базе тзв. косовских безбедносних снага. Иста маркирања су претходно постављена на другим високим локацијама на Косову и Метохији, у околини Малишева, на тврђави изнад Призрена и на другим местима.
Истог дана, 19. децембра, припадници тзв. косовске полиције упали су у хотел и бањски комплекс "Рајска бања" у Бањској, месту у општини Звечан, и извели истеривање радника. Инцидент је осудила Канцеларија за Косово и Метохију.
По преносу вести о полицијском упаду у хотел "Рајска бања", изгнавању радника и замени брава на објекту, заменик командира за регион Север, Ветон Ељшани, истакао је да полиција у том тренутку само пружа асистенцију Косовској агенцији за приватизацију, која сматра да наведени објекат нема адекватну дозволу за рад. Иначе, хотел "Рајска бања" отворен је 2019. године.
24. децембра, Министарство културе у Приштини, без консултација са СПЦ, врши радове на православној цркви у селу Горње Винарце код Митровице и проглашава је "католичком црквом", саопштила је Епархија рашко-призренска, указујући на "очигледну намеру власти да присвоје баштину Српске православне цркве".
Влада Србије је донела одлуку да се од 1. јануара омогући слобода кретања свим возилима са Косова и Метохије, изјавио је директор Канцеларије за Косово и Метохију Петар Петковић.
Портпарол ЕУ Петер Стано је изразио очекивање да ће сада Приштина одговорити на сличан начин.

### 2024.

#### Јануар
Влада у Приштини је 4. јануара 2024. године усвојила одлуку којом је одобрила престанак режима постављања стикера на аутомобиле са српским регистарским таблицама. Ова одлука ступа на снагу даном објављивања у Службеном листу.
Црква Светих отаца у месту Зупче у општини Зубин Поток на Косову и Метохији поново је обијена.Провалници су украли новац који је остављен у свесци, док новац са икона није диран, као ни у самој сувенирници, иако је и она обијена.Обијање цркве десило се јутрос, а мештанин села Зоран Р. истакао је да је ова црква до сада била мета најмање 15 пута, без одговорности за оваква дешавања. Надзорне камере, које су раније постојале, нису биле у функцији јер су биле оштећене током претходне пљачке крајем августа прошле године.
Централна банка у Приштини саопштила је да ће, од 1. фебруара ове године, евро бити једина валута дозвољена за обављање готовинских платних трансакција у готовинском и у платном систему. Уредбом донетом пред крај прошле године, а која је објављена данас 17. јануара 2024. године.
Централна банка у Приштини регулише између осталог услове за промет валуте дозвољене готовинским трансакцијама. "Остале валуте које нису у еврима могу се користити само као драгоцености за складиштење у физичком облику или на банковним рачунима", наводи се у уредби.         
Небојша Човић рекао је да је најава Приштине о укидању платног промета са централном Србијом, као и забрана употребе динара, још једна од провокативних мера и мера притиска које се врше на српску националну заједницу.
Данас 18.1. око подне, на згради Центра за социјални рад у Лепосавићу, постављена је табла са натписом "Република Косово", као и на улазним вратима у зграду Општине. Осим застава Србије и Уједињених нација, са јарбола је скинута и застава општине Лепосавић.
У северном делу Косовске Митровице десило се исто, уклоњена су обележја Републике Србије, а постављене су табле са натписом "Република Косово". На згради центра за социјални рад такође је постављен натпис "Република Косово".
Припадници тзв. косовске полиције извршили су претрес импровизоване амбуланте у Приштини и извели групу лекара и медицинског особља здравственог система Владе Србије који пружају здравствену негу преосталим Србима у том граду. Ово се десило 31. јануара.

#### Фебруар
Власти у Приштини данас нису дозволиле да динари намењени исплати плата, пензија, социјалних давања и других плаћања Србима, уђу на простор Косова и Метохије.
Како је речено у Народној банци Србије, иако је возило са српским динарима било упућено на прелаз Јариње према свим вишегодишњим устаљеним и врло прецизним процедурама, оно је данас враћено са прелаза Јариње и то без икаквог образложења или одбијенице.
Епархија рашко-призренска осудила је инцидент у Призрену када је, како су навели из Епархије, Албанац са КиМ физички насрнуо на свештеника, вербално провоцирао ходочаснике из централне Србије и окачио заставу бивше такозване ОВК на аутобус у коме су били ходочасници.
Како се наводи у саопштењу епархије, инцидент се догодио у недељу око 08.45 сати у центру Призрена, испред хотела "Теранда", а ходочасници су дошли аутобусом врањских регистрација да би присуствовали светој литургији и да би посетили призренске светиње. Истиче се да је Албанац физички напао призренског свештеника Ј.Р. и заврнуо му руку када је он пришао аутобусу да дочека поклонике и саветовао их да не наседају на провокације.

#### Март
Службеници тзв. косовске полиције и царине одузели су у двема апотекама у Звечану и Косовској Митровици већу количину лекова и других медикамената у вредности од неколико хиљада евра. Из једне приватне апотеке у Митровици изнели су најмање десет џакова лекова.
14. марта Косовско министарство инфраструктуре данас је започело са постављањем саобраћајних табли са називима места на Северу Косова и Метохије. На њима су имена места исписана на два језика - прво на албанском, па на српском.
Николи Стојановићу из Добротина, код Липљана, у ноћи између петка и суботе украдено је око 25 оваца чија се вредност процењује на близу 5.000 евра.
Стојановић је крађу грла приметио у суботу ујутру када је дошао да нахрани овце.
Канцеларија за Косово и Метохију Владе Републике Србије саопштила је да је Банка Поштанска штедионица током викенда поставила четири монтажне експозитуре у непосредној близини административних прелаза Јариње, Брњак, Kончуљ и Мердаре, на простору централне Србије.
У саопштењу се наводи да је Поштанска штедионица на тај начин својим клијентима са Косова и Метохије омогућила континуитет у исплатама новчане готовине, али и обезбедила што ближи приступ благајнама, банкоматима, као и осталим банкарским услугама.
Услед једностраних и противправних потеза Аљбина Kуртија, који је од 1. фебруара забранио употребу динара и платни промет Републике Србије на Косову и Метохији, Срби су онемогућени да у својим матичним експозитурама на простору покрајине подижу своје плате, пензије, социјална и сва друга давања која им уплаћује држава Србија, а која су им неопходна за живот и рад.

#### Април
Царина и тржишна инспекција уз помоћ тзв. косовске полиције је претресла апотеку у Лепосавићу. Три апотеке на КиМ су се претресале због сумњи на кријумчарену робу, рекао је заменик командира тзв. косовске полиције Ветон Ељшани.
Приштина не дозвољава улаз робе из централне Србије на Косово и Метохију, због чега је снабдевање лековима и основним животним намирницама отежано.
Двојица српских младића повређена су преко ноћи у северном делу Косовске Митровице када их је у насељу Бошњачка махала напала већа група Албанаца Претходно је вербално нападнута сестра једног од двојице повређених српских младића.
Њима је помоћ указана у Клиничко болничком центру у северном делу Митровице где су хоспитализовани.
На паркингу иза зграде Сунце 3 у северном делу Косовске Митровице група Албанаца је 23. априла напала, претукла и опљачкала двадесетогодишњег Петра Костића из Северне Митровице.
На снимку са сигурносних камера се види како Албанци (њих петорица) нападају Костића и задају му ударце рукама и ногама, а затим, након што су га опљачкали, беже у непознатом правцу.
Српска листа саопштила је да паљење аутомобила раднику Привременог органа Општине Лепосавић Ивану Петровићу представља наставак пироманских напада на часне Србе на северу Косова и Метохије "у режији послушника и миљеника" премијера привремених приштинских институција Аљбина Куртија" на територији општине Лепосавић, коју, како наводе, "хоће да претворе у легло криминала својим неделима".
Указују да је ово трећи аутомобил који је запаљен у општини Лепосавић, за кратко време.

#### Мај
Власт у Приштини на челу са Аљбином Kуртијем забранила је директору Канцеларије за Косово и Метохију Петру Петковићу да за највећи православни празник Васкрс буде са својим народом на Косову и Метохији, саопштено је из Канцеларије за КиМ. Петковић је планирао да за Васкрс присуствује поноћној литургији у манастиру Високи Дечани, а да на Васкршње јутро присуствује васкршњој служби у манастиру Грачаница.
Градоначелник Лепосавића Љуљзим Хетеми одбио је захтев да се за празник Светог Василија Острошког, 12. маја, на јавним површинама поставе српске заставе поводом храмовне и општинске славе. Хетеми је један од четворице градоначелника на северу Косова и Метохије, који су постављени након локалних избора у априлу прошле године, на које је изашло свега 13 бирача српске националности.
Патријарх српски Порфирије 13. маја у 13.30 часова требало да пређе административни прелаз Мердаре како би се упутио у вековно седиште српских архиепископа и патријарха, али у тренутку када се он налазио надомак прелаза, из Приштине је стигла забрана у којој се наводи да поглавар СПЦ не може да уђе на простор Косова и Метохије. Да подлост Куртија буде још већа, забрана је стигла 13 минута пре најављене посете, што посебно указује на намеру Аљбина Куртија да додатном малтретирању и изнуривању изложи патријарха српског да више од седам сати проведе у путу.
Гађање каменицама Основне Школе „21. новембар“ у Гојбуљи, у општини Вучитрн, којом приликом је сломљено стакло на улазним вратима и једна камера, не може се схватити другачије, него као отворена претња Србима на Косову и Метохији, a овакви и слични напади који су готово свакодневни, последица су антисрпске политике Аљбина Куртија.
Иста група албанских младића, која је синоћ каменовала школу, чинила је то у протеклом периоду 2 до 3 пута годишње, при чему су обијали врата, ломили стакла и исписивали погрдне графите на школи. Иако су полиција, КФОР и Еулекс увек били уредно обавештавани о нападима на школу, а снимци на камерама забележили виновнике инцидента, изгредници до данас нису сакционисани.
Породици Ивице Ђузића из села Могила код Витине постављена је ручна бомба у двориште куће и само пуком срећом није дошло до тежих последица.
Породица Ђузић већ дуже време се налази на мети локалних Албанаца, а Ивичиног сина Бобана Ђузића, почетком прошле године, је напала и убола ножем група албанских младића, а сада су се нашли на новом удару. Реч је о новом застрашивању и притиску на Србе да напусте свој кућни праг, како би се остварио сан творца свог прогона српског народа, Аљбина Куртија да етнички очисти простор КиМ. Међутим, Ђузићи и даље одолевају свим нападима и истрајни су да остану свој на своме.
Дана 29. маја косовска полиција саопштила је да је извршила контролу експозитуре трезора Народне банке Србије у улици кнеза Милоша у Северној Митровици и том приликом запленила новац у различитим валутама. Ово је наставак акције која је спроведена 20. маја 2024. године, када су затворене све експозитуре Банке Поштанске штедионице на северу Косова и Метохије, затворена је и експозитура трезора НБС. Међутим, у том тренутку полиција није могла да приступи сефу због одсуства одговорног лица са кључевима.

#### Јун
Уочи празника Вазнесења Епархија рашко-призренска са најбољим намерама обавестила је Косовску полицију о планираном верском обреду у храму Христа Спаса у Приштини на Вазнесење Христово, због обезбеђења верског скупа и организовања паркирања возила.
Српска православна парохија у Приштини је неформално, само усменим путем, обавештена од стране косовске полиције да је Српској Православној цркви забрањено служење Спасовданске Литургије у нашем храму Христа Спаса у Приштини.
Нашем свештенику је усмено саопштено да косовске власти забрањују служење верских обреда у нашем храму у Приштини „све док траје судски спор који је Универзитет у Приштини покренуо против Епархије рашко-призренске“, као и због наводних безбедносних разлога. Свештенику није уручена никаква писмена одлука тим поводом.
Сат времена након поноћи, у центру Лепосавића, приведена су два малолетника, због, како су потврдили, певања песама на једном рођендану. Тзв. косовска полиција их је, кажу, прскала сузавцем и примењивала силу све до полицијске станице.
Младићи из Лепосавића кажу да су сада уплашени јер не знају шта смеју а шта не да раде у свом родном месту. Алекса Бабић каже да су их полицајци малтретирали све до полицијске станице. Он додаје да нису реметили јавни ред и мир, само су певали и нису имали намеру да некога провоцирају.
Директор Канцеларије за Косово и Метохију Петар Петковић саопштио је да је тзв. косовска полиција без икаквог налога и објашњења јуче упала у две српске школе у Лепосавићу и недозвољено фотографисала школске просторије.
Већ годину и по дана Петковић је због противправних забрана Приштине онемогућен да посети Косово и Метохију и са Србима у покрајини прослави највеће празнике и уручи им помоћ. Иако је Петковићева посета најављена у складу са свим важећим договорима и споразумом о слободи кретања, а сврха је била искључиво верског карактера, уз посету социјално угроженим породицама, Курти је посету забранио и тиме погазио све тековине бриселских преговора.

#### Јул
Дана 16. јула косовска полиција затворила је пумпе НИС Петрол у Косовској Митровици, Зубином Потоку и Звечану.

#### Август
Дана 5. августа, припадници косовске полиције и инспектори за комуникације затворили су девет објеката Поште Србије у Косовској Митровици, Звечану, Зубином Потоку и Лепосавићу. Како је саопштено, акција је уследила "због провере да ли експозитуре поште раде са или без лиценце надлежне агенције у Приштини". Приведени директор радне јединице на КиМ Иван Милојевић и његови сарадници, са налогом да се сви поново сутра јаве на додатно саслушање, рекао в. д. директора Поште Зоран Анђелковић.
Срби са севера Косова и Метохије окупили су се 7. августа на мирном протесту поводом најава Приштине о отварању главног моста на Ибру, између северне и јужне Косовске Митровице. Скуп је одржан на Тргу "Браће Милић" који се налази у близини моста на Ибру у Косовској Митровици. Подизањем руку, сви присутни на протесту у Косовској Митрвици, истакли су да су против отварања моста на Ибру, затвореном за саобраћај две и по деценије, и попришту послератног сукоба Албанаца и Срба у овом граду. Протест је почео у 11 часова на Тргу Браће Милић интонирањем химне Србије "Боже правде”. На почетку протеста је речено да "Приштина поново жели да отвори пандорину кутију страдања српског народа”. Говорници, из  свих структура друштва, поручили су да су против отварања моста како то власти у Приштини то најављују. Никола Кабашић, некадашњи судија Вишег суда у Косовској Митровици истакао је да се Срби не осећају безбедно. Окупљени у близини главног моста на Ибру, носили су заставе Србије и транспаренте на којима пише: "На мосту смо опстанак бранили, сада бранимо нестанак", "Курти ниси нас све протерао има нас још", "Док ЕУ и САД пишу саопштења нас протерују", "Ако Курти отвори мост, Кфор и Квинта ће бити одговорни за све". Око моста су присутније јаче снаге полиције и италијанских карабињера.
Следећег дана, лидер Српске демократије Александар Арсенијевић и функционер те странке Стефан Вељковић приведени су у Северној Митровици пошто су покушали да спрече раднике да, по налогу Општине, прекрече осликане српске заставе на тргу у близини главног моста на Ибру. После привођења, грађани су се окупили испред полицијске станице, где је постављен и кордон полицајаца. Док је почињала дебата у сали скупштине Општине Северна Митровица где су представници цивилног друштва, медија, НВО организација и други позвани на дебату "Међуетничка сарадња, Општински одбор за безбедност у заједници, сарадња између институција и цивилног друштва“, радници су прекречили осликане српске заставе у близини главног моста на Ибру. Заменик командира тзв. косовске полиције за Север Ветон Ељшани рекао је да је том приликом приведено и неколико особа које су "сметале приликом кречења", а поред осликаних српских застава на Тргу браће Милић радници су прекречили и графите у близини моста. Радници су прекречили осликане српске заставе по налогу Општине Северна Митровица. Ељшани је потврдио да су приведени лидер Српске демократије Александар Арсенијевић и функционер те странке Стефан Вељковић. Арсенијевић и Вељковић приведени су непосредно пред почетак јавне дискусије о мултиетничкој сарадњи при општинском одбору за безбедност у заједници и сарадњи институција и цивилног друштва Северне Митровице. Арсенијевић је био на челу Грађанске иницијатве "Српски опстанак" која је у новембру прошле године прерасла у странку. После привођења лидера Српске демократије, грађани су се окупили испред полицијске станице. Међу њима налазе се и челници Српске листе, као и бивши председник суда Никола Кабашић. Испред улаза у станицу налази се кордон полицајаца. На догађаје у северном делу Косовске Митровице реаговала је и Канцеларија за КиМ, истакавши да је „'полиција Аљбина Куртија' брутално ухапсила двојицу Срба који су се супротставили скрнављењу српских симбола“. Након што су приведени јер су наводно спречавали раднике да прекрече српске заставе и графите код моста на Ибру у Косовској Митровици, лидер Српске демократије Александар Арсенијевић и функционер те странке Стефан Вељковић пуштени су исти дан на слободу. Заменик командира тзв. косовске полиције за Север Ветон Ељшани рекао је да су Александар Арсенијевић и Стефан Вељковић "сметали радницима приликом кречења" осликаних српских застава на Тргу браће Милић и графита у близини моста на Ибру.
Дана 12. августа на прилазима мосту са северне стране главног моста у Косовској Митровици су били припадници италијанских карабињера у два возила, а са јужне припадници локалне полиције. Настављени су и радови. Молери су фарбали ниже бетонске конструкције моста, са којих су отпали малтер и фасада услед зуба времена.
Дана 30. августа специјалне јединице косовске полиције су упале и затвориле просторије Привремених органа Владе Србије у четири општине на северу Косова и Метохије. Привремени орган Косовска Митровица, Привремени орган Звечан, Привремени орган Лепосавић и Привремени орган Зубин Поток. Такође широм четири општина на северу Косова и Метохије извршен је и упад и затварање просторија Косовскомитровачког управног округа, Канцеларије за Косово и Метохију, филијале Фонда за пензијско и инвладиско осигурање, Јавног комунланог предузећа, Центра за социјални рад.

#### Септембар
Дана 9. септембра Специјалне јединице косовске полиције заплениле документацију из трезора Народне банке Србије у Лепосавићу. Трезор Народне банке Србије у Лепосавићу није у функцији од маја 2024. године, када су затворени сви објекти Поштанске штедионице у српским срединама на северу Косова и Метохије.
Дана 12. септембра косовска полиција спровела је акцију у Лепосавићу, у којој су из трезора Народне банке Србије заплењени преостали динари, који су изнети у џаковима, углавном у виду металног новца. Поред новца, полиција је однела и документацију из трезора. Том приликом је уклоњена и табла са натписом „Трезор Народне банке Србије“. Премијер косовских институција, Аљбин Курти, потврдио је на свом Фејсбук профилу да је претходних дана из ове зграде изнета и документација историјског архива која датира из периода од 1943. до 1973. године.
Такође 12. септембра архивска грађа која припада архивском фонду Републике Србије заплењена је током акције косовске полиције у Лепосавићу и премештена у Архивску агенцију Косова у Приштини. Архивска документација из Лепосавића обухватала је материјале о раду предузећа, друштвено-политичким организацијама и управним органима општине Лепосавић, као и околних насеља. Ратомир Вукашиновић, дугогодишњи архивиста Историјског архива у Лепосавићу, изјавио је да је грађа садржала драгоцене информације о раду институција од средине 20. века, укључујући фондове општина и месних народних одбора, задруга, као и документацију Савеза комуниста. Према његовим речима, грађа је била уредно сређена и припремљена за научна и правна истраживања. Министарство културе Србије и Државни архив Србије окарактерисали су заплену грађе као „пљачку“, истичући да је поступање са архивском грађом мимо међународних стандарда и закона неприхватљиво. Премијер привремених институција у Приштини, Аљбин Курти, тврди да је грађа припадала „паралелним структурама“ Србије и најавио њену обраду у Архивској агенцији Косова. Историчар Александар Растовић оценио је овај чин као део ширег плана заташкавања српског културног и историјског присуства на Косову и Метохији. Он је подсетио на историјске примере када су током Првог и Другог светског рата званичници окупационих власти односили вредне архивске фондове из Србије. Правни експерт Душко Челић упозорио је да постоји ризик од злоупотребе података из заплењене документације, посебно личних података грађана, који би могли бити употребљени у нелегалне сврхе, попут крађе идентитета.

#### Октобар
Дана 7. октобра Центар за социјални рад у Лепосавићу који је функционисао при ситему Репубилке Србије, добио је налог од Љуљзима Хетимија да престане са радом.
Дана 16. октобра косовска полиција упала је и затворила просторије привременог органа Србица, које се налазе у Косовској Митровици. Из просторија је однета опрема и документација.

#### Новембар
Дана 28. новембра у Грачаници је дошло до инцидента када је група од око петнаест возила, украшених албанским заставама и обележјима такозване Ослободилачке војске Косова, блокирала магистрални пут Приштина–Гњилане испред манастира Грачаница. Учесници су узвикивали албанске националистичке пароле и покушали да скину српску заставу са споменика Милошу Обилићу.
Дана 29. новембра догодио се напад на канал Ибар-Лепенац у селу Доње Вараге, општина Зубин Поток на северу Косова и Метохије. Тог дана, у вечерњим сатима, дошло је до снажне експлозије која је оштетила овај канал, што је довело до прекида водоснабдевања у неким деловима Косова и Метохије, као и проблеме са производњом електричне енергије у Термоелектрани Обилић. Косовска полиција је ухапсила 10 особа, али су до 27. децембра 2024. године у притвору остала два лица, којима је истог датума продужен притвор.

#### Децембар
Дана 26. децембра припадници косовске полиције упали су у зграде Јавног стамбеног предузећа и Дирекције за градско грађевинско земљиште у Северној Митровици, истерали запослене и блокирали улаз. Полиција је саопштила да сумња на фалсификовање докумената и постојање паралелних институција, док су из Канцеларије за КиМ овај чин окарактерисали као наставак терора над Србима и отимања српске имовине. Око 70 запослених је онемогућено да обавља своје дужности, а зграде су стављене под контролу полиције и тужилаштва. Српски званичници су осудили акцију као политички мотивисану и супротну свим договорима.
Дана 27. децембра припадници косовске полиције упали су у зграду друштвеног предузећа „Урбанизам'' у северном делу Косовске Митровице и привели директорку Марију Симовић. Полиција је запленила документацију, привела још две службенице и запечатила објекат, тврдећи да је у питању случај фалсификовања докумената.

### 2025

#### Јануар
Косовска полиција 8. јануара извршила је претрес просторија Пореске управе Србије у Северној Митровици и затворила их, након чега су услиедили претрес и затварање филијале "Дунав осигурања". Филијала је затворена уз присуство полицијских инспектора и службеника Централне банке Косова, који су изнели документацију и запечатили просторије уз наводе о „привременој обустави делатности“ због наводног недостатка лиценци.
Дана 9. јануара два младића су у Гораждевцу скинула заставу са меморијалног комплекса и након тога побегла возилом са регистарским ознакама 03, потврдио је очевидац Милић Милићевић, који је случај пријавио полицији.
Дана 10. јануара српска застава, која је скинута са меморијалног комплекса у Гораждевцу, враћена је на јарбол након што су два младића током ноћи уклонила заставу. Лука Златичанин из Гораждевца приведен је од стране косовске полиције због коментара на друштвеним мрежама, у којима је критиковао рад институција у вези са овим инцидентом и изразио сумњу да ће починиоци бити кажњени. Његова супруга је изјавила да је Лука приведен због јавних ставова о недостатку правде за српску заједницу. Српска заједница и Српска листа осудиле су хапшење као чин застрашивања и покушај скретања пажње са скрнављења меморијалног комплекса. Лука Златичанин је у вечерњим сатима истог дана пуштен на слободу, након окупљања 70 људи у центру Гораждевца који су изажавали незадовољство због његовог привођења.
Током 10. јануара из просторија, које су раније користиле Дирекција за градско грађевинско земљиште и путеве и Јавно стамбено предузеће у српском систему, однет је инвентар и документација уз присуство полиције.
Такође 10. јануара двадесетогодишњи мушкарац српске националности, иницијала М.Р., ухапшен је у Звечану због наводних претњи косовском званичнику на друштвеним мрежама.
Дана 11. јануара специјалнa јединицa косовске полиције ухапсила је Владимира Ђорђевића у Сочаници. Потпредседник странке Српска Демокатрија Стефан Вељковић, изјавио је да су ухапшеном приликом привођења нанете тешке телесне повреде и да је примењена прекомерна употреба силе. Шеф мисије ЕУЛЕКС на Косову и Метохији Ђовани Пјетро Барбано, изразио је забринутост због узнемирујућих извештаја о наводном малтретирању особе ухапшене у Сочаници.
Дана 15. јануара у јутарњим сатима косовоска полиција започела је акцију затварања институција Републике Србије у српским срединама јужно од реке Ибар. Према речима директора Канцеларије за Косово и Метохију Петра Петковића, затворено је око 35 институција и служби. Затворено је 10 преосталих општинских органа које функционишу као привремени органи, ПО Приштина у Грачаници, ПО Косово Поље у Угљару, ПО Вучитрн у Прилужју, ПО Србица у селу Бање, ПО Липљан, ПО Обилић, ПО Ново Брдо, ПО Косовска Каменица, ПО Ораховац и ПО Витина. Затворене су просторије Косовског управног округа у Грачаници. Затворена је канцеларија службе Дирекције фонда ПИО Приштина у Грачаници. Затворене су пословнице Поште Србије у Грачаници, Лапљем Селу, селу Бање, Прилужју, Лепини, Угљару, Доњој Гуштерици и Ораховцу. Затворене су и просторије Центра за социјални рад у Грачаници и Прилужју.
Дипломатски представници и шефови мисија САД, Француске, Велике Британије, Немачке, Европске Уније на Косову и Метохију изразили су забринутост и противљење акцијама косовске полиције против институција Републике Србије. Француско Министарство спољних послова као и шефица УНМИК-а Каролин Зијаде критиковали су акције косовске полиције према институцијама Репубилке Србије.

## Споразум о путу нормализације између Косова и Србије
Европска унија је 5. децембра 2022. године послала нацрт предлога владама у Приштини и у Београду. Чланови Европског парламента су члановима Скупштине Србије током састанка 27. јануара 2023. пренели да ако се споразум не прихвати, Србија ће постати Иран Европе. Дана 17. фебруара 2023. године, високи представник ЕУ Жозеп Борељ сазвао је за 27. фебруар састанак на високом нивоу у оквиру дијалога Београда и Приштине у Бриселу, саопштила је Европска служба за спољне послове (ЕЕАС). Председник Србије Александар Вучић и Премијер Косова Аљбин Курти састали су се 27. фебруара 2023. године у Бриселу да разговарају о споразуму, где су се „ефикасно усагласили” са нацртом ЕУ. Жозеп Борел, министар спољних послова ЕУ, изјавио је да нема потребе за даљим разговорима о самом плану и да ће будући преговори бити посвећени његовој имплементацији. Дана 18. марта 2023, председник Србије изјавио је да је постигнут договор после дванаесточасовног састанка у Охриду. На самиту Европског савета 23. марта, Борељ је упозорио лидере Србије и Косова да је „сваки покушај да се доведе у питање споразум узалудан. Овај споразум је договорен. Мора да се примени. И нема места бирању и избору. Пажљиво ћемо пратити ко то спроводи, а ко не.“ Представници Косова и Србије састали су се у Бриселу 4. априла 2023. како би даље разговарали о примени споразума. Питања о којима се разговарало укључивала су самоуправу за етничку српску заједницу на Косову и међусобно признавање диплома. Две стране су такође постигле договор о несталим лицима. Потом је саопштено да би следећи састанак Куртија и Вучића могао да буде 22. априла ако Вучић буде спреман за такав састанак. Заједнички надзорни одбор за надгледање имплементације споразума формиран је 19. априла 2023. Чланови комитета су Мирослав Лајчак који представља ЕУ, Агрон Бајрами представља Косово и Петар Петковић представља Србију. Очекивало се да ће задатак одбора бити договорен 2. маја 2023. и да се очекује да ће се редовно састајати у Бриселу. Чинило се да је 24. априла Србија прекршила услове споразума, посебно члан четири, гласајући против чланства Косова у Савету Европе. Упркос противљењу Србије, пријава Косова је прешла праг од 2/3 који се захтева у Комитету министара и упућена је Парламентарној скупштини на разматрање. Председник Србије Вучић се после гласања обрушио на западне силе, поручивши им да „не лажу и варају“ и „тумаче ствари како им одговара, а не како су написане или договорене“, а министар спољних послова Ивица Дачић те догађаје је описао као „ дан срама за Савет Европе“. Србија је такође претила да више не поштује територијални интегритет земаља које су гласале за чланство Косова или се суздржало, поменувши Црну Гору, која је гласала у корист, и Украјину и Босну и Херцеговину, која се посебно суздржала, конкретно. Портпарол Европске уније је навео да је „примио к знању“ глас Србије против чланства Косова у Савету Европе, али је додао да је „споразум жив јер се напредује“ и да ће се Вучић и Курти поново састати следеће недеље. Вучић и Курти састали су се 2. маја 2023. у Бриселу и постигли договор да „блиско сарађују на идентификацији гробних места и да ће обезбедити пун приступ поузданим и тачним информацијама које помажу у лоцирању и идентификацији несталих лица од 1. јануара 1998. до 31. децембра 2000. године“. Њих двоје нису могли да се договоре око структуре предложеног самоуправног удружења за косовску заједницу етничких Срба.

## Реакције

### 2022
Почетком августа председник Владе Албаније Еди Рама коментарисао је тензије које су се догодиле 31. јула и изјавио да Република Косово треба да се придружи економској и политичкој зони Отвореног Балкана како би се избегао потенцијални рат; ово је касније поновио Хил. Портпаролка Министарства иностраних послова Русије Марија Захарова оптужила је Албанце за ескалацију сукоба, док је прес-секретар Кремља Дмитриј Песков изјавио да Русија захтева да се „поштују сва права Срба”. Ричард Гренел, специјални председнички изасланик за Србију и мировне преговоре на Косову под администрацијом Доналда Трампа, изјавио је да је разочаран напретком преговора.
Након цурења предложеног споразума крајем септембра 2022. године, Душан Јањић из београдског Форума за етничке односе изјавио је да се ради о „подизању дијалога искључиво на политички ниво”, док је Бодо Вебер, новинар и политички аналитичар, изјавио да би споразум „могао да промени ток дијалога”, али је оценио и да су „Косово и Србија још далеко од коначног договора”. Председник Републике Српске Милорад Додик изјавио је да је босанскохерцеговачки ентитет Република Српска „спреман да помогне српском народу на Косову, чак и преко својих могућности”. Милан Ст. Протић, историчар и дипломата, изјавио је да Србија треба да прихвати споразум. Вебер је описао масовну оставку Срба из косовских институција као „последицу дефакто одсуства преговора”. Конрад Клевинг, експерт Лајбницовог института за истраживање источне и југоисточне Европе, изјавио је да би масовна оставка могла да створи „огромне последице”.
Након најаве да ће Србија размотрити распоређивање 1.000 српских војних снага на Косову и Метохији, било је спорова да ли има право да распоређује снаге. Радио Слободна Европа је навео да би према Резолуцији 1244 особље Србије могло да се врати и обавља одређене функције на Косову и Метохији, иако те функције укључују само везу са међународном цивилном мисијом и присуством међународне безбедности, чишћење минских поља, одржавање присуства на местима српске културне баштине и на главним административним прелазима. Борис Тадић, бивши председник Србије, критиковао је Владу Србије и навео да су Петковић и Брнабић „обманули јавност”, док је Момир Стојановић, бивши начелник Војнобезбедносне агенције, рекао да је повратак српских снага на Косово и Метохију „немогућ”. Јањић је навео да „није противзаконито размишљати о томе” али да „у овом случају то није пожељно”, док је Иво Висковић, бивши професор Факултета политичких наука Универзитета у Београду, навео да је „тренутак када би требало да делује дипломатија”. Поред тога, САД и Петер Стано, портпарол Европске уније, затражили су деескалацију.
Председник Србије Александар Вучић изјавио 15. децембра да ће увече, након седнице Владе Србије, бити саопштено које су то земље повукле признање Косова.
Дана 16. децембра, командант Кфора генерал Анђело Микеле Ристућа изјавио је да КФОР будно прати ситуацију на северу Косова и Метохије и да су ове недеље у тај део покрајине распоређене додатне трупе и патроле.

### 2024.
Дана 8. августа, мисија Кфора поновила је да, као и до сада, свака одлука о отварању моста на Ибру у Косовској Митровици мора бити донета у оквиру дијалога, а да њени припадници неће дозволити угрожавање безбедног окружења.
Дана 11. августа, говорећи о Косову и Метохији, председник Србије Александар Вучић изјавио је да очекује даље провокације у јужној српској покрајини, а 14. и 15. августа и покушај насилног отварања моста на Ибру.